# The Endless Forest
The Endless Forest – gra komputerowa z gatunku MMO, wyprodukowana i wydana przez belgijskie studio Tale of Tales w 2006 roku. Jej reżyserami byli Auriea Harvey i Michaël Samyn. W The Endless Forest gracz wciela się w postać jelenia o ludzkiej twarzy, który może spotykać się z innymi graczami w wirtualnym lesie. Gra ta jest nietypowa, ponieważ została pozbawiona cech charakterystycznych dla gatunku: rozgrywki, celu i możliwości pogawędek.
Od czasu wydania The Endless Forest była cały czas aktualizowana dzięki pomocy graczy. Jej projekt czerpał inspirację z lokalnej sztuki flamandzkiej. Mimo niszowej i ekscentrycznej tematyki gra zdobyła popularność wśród części graczy; publicysta Jim Rossignol opisał ją jako najlepsze dzieło studia, aczkolwiek przeznaczone nie dla każdego.